# Gastrotheca longipes
Gastrotheca longipes — вид жаб родини американських райок (Hemiphractidae). Вид поширений в Еквадорі та Перу. Населяє тропічні та субтропічні гірські та рівнинні дощові ліси.